# Weir River (Barwon River)
Der Weir River ist ein Fluss im Südosten des australischen Bundesstaates Queensland.
Die Quelle liegt westlich von Cecil Plains, etwa 200 Kilometer westlich von Brisbane und rund 90 Kilometer westlich von Toowoomba. Von dort fließt der Fluss nach Südwesten durch weitgehend unbesiedeltes Gebiet. Die Grenze zu New South Wales erreicht er ungefähr 20 Kilometer nordöstlich von Mungindi, wo er in den Barwon River, einen Quellfluss des Darling Rivers, mündet.